# اسوالدو پانزوتو
اسوالدو پانزوتو (اسپانیایی: Osvaldo Panzutto‎؛ ۱۹۲۸ – ۸ فوریه ۱۹۹۵ (aged 66)) بازیکن فوتبال اهل آرژانتین بود.

## باشگاهی
از باشگاه‌هایی که در آن بازی کرده‌است می‌توان به باشگاه ورزشی سن لورنسو آلماگرو، باشگاه فوتبال آرژانتینوس جونیورز و باشگاه فوتبال سانتا فه اشاره کرد.